# Anthonotha
Anthonotha es un género de plantas de la subfamilia Caesalpinioideae en la familia de las legumbres Fabaceae. Es originario de zonas tropicales de África. Comprende 34 especies descritas y de estas, solo 30 aceptadas.

## Taxonomía
El género fue descrito por Ambroise Marie François Joseph Palisot de Beauvois y publicado en Flore d'Oware 1: 70. 1806.

## Especies aceptadas
A continuación se brinda un listado de las especies del género Anthonotha aceptadas hasta julio de 2014, ordenadas alfabéticamente. Para cada una se indica el nombre binomial seguido del autor, abreviado según las convenciones y usos.
- Anthonotha acuminata (De Wild.) J.Léonard
- Anthonotha brieyi (De Wild.) J.Léonard
- Anthonotha cladantha (Harms) J.Léonard
- Anthonotha crassifolia (Baill.) J.Léonard
- Anthonotha elongata (Hutch.) J.Léonard
- Anthonotha ferruginea (Harms) J.Léonard
- Anthonotha fragrans (Baker f.) Exell & Hillc.
- Anthonotha gilletii (De Wild.) J.Léonard
- Anthonotha graciliflora (Harms) J.Léonard
- Anthonotha hallei (Aubrév.) J.Léonard
- Anthonotha isopetala (Harms) J.Léonard
- Anthonotha lamprophylla (Harms) J.Léonard
- Anthonotha lebrunii (J.Léonard) J.Léonard
- Anthonotha leptorrhachis (Harms) J.Léonard
- Anthonotha macrophylla P.Beauv.
- Anthonotha nigerica (Baker f.) J.Léonard
- Anthonotha noldeae (Rossberg) Exell & Hillc.
- Anthonotha obanensis (Baker f.) J.Léonard
- Anthonotha pellegrinii Aubrév.
- Anthonotha pynaertii (De Wild.) Exell & Hillc.
- Anthonotha sargosii (Pellegr.) J.Léonard
- Anthonotha sassandraensis Aubrév. & Pellegr.
- Anthonotha stipulacea (Benth.) J.Léonard
- Anthonotha trunciflora (Harms) J.Léonard
- Anthonotha vignei (Hoyle) J.Léonard